# Beneamane (Hodh-Gharbi)
Beneamane è uno dei cinque comuni del dipartimento di Ayoun el-Atrouss, situato nella regione di Hodh-Gharbi in Mauritania. Nel censimento della popolazione del 2013 contava 3 045 abitanti.
Sorge nella parte meridionale del paese, non lontano dalla frontiera con il Mali.